# クラースナ川 (ドニプロ川の支流)
クラースナ川（クラースナがわ、ウクライナ語：Кра́сна；意訳：「綺麗川」）は右岸ウクライナの北部、ドニプロ高地を流れる河川である。ドニプロ川の右支流。

## 概要
長さは48km。中流の平均幅は10mで、河原の平均幅は2.5km。河口はドニプロ川に位置するカーニウ湖である。
春は広くて深いが、夏には狭くて浅い川となる。

## 川沿いの市町村
- キエフ州ビーラ・ツェールクヴァ地区イヴァーニウカ村[要出典]
- キエフ州ビーラ・ツェールクヴァ地区ヴァスィーリウ村
- キエフ州ビーラ・ツェールクヴァ地区ブローシチンツィ村[要出典]